# Bahalana caicosana
Bahalana caicosana là một loài chân đều trong họ Cirolanidae. Loài này được Botosaneanu & Iliffe miêu tả khoa học năm 2003.